# Бај Мао
Бај Мао (фр. Baie-Mahault) град је у Француској, у департману Гваделуп.
По подацима из 1999. године број становника у месту је био 23.389.

## Демографија
| 1999.  | 2011.  |
| ------ | ------ |
| 23.389 | 30.201 |